# Valea Muscelului
Valea Muscelului – wieś w Rumunii, w okręgu Ardżesz, w gminie Mușătești. W 2011 roku liczyła 108 mieszkańców.